# Madonna dai Cherubini rossi
La Madonna dai Cherubini rossi è un dipinto olio su tavola (77x60 cm) di Giovanni Bellini, databile al 1485 circa e conservato nelle Gallerie dell'Accademia di Venezia.

## Descrizione e stile
Alcuni elementi compositivi, come la posizione del Bambino sul ginocchio e lo sguardo che intercorre tra madre e figlio, fanno datare quest'opera a poco dopo la Madonna di Alzano, che ne sarebbe il prototipo.
Il gruppo sacro di Maria e Gesù Bambino è rappresentato come un busto in primo piano, sullo sfondo di un dolce paesaggio tipicamente belliniano, che si perde in lontananza punteggiato da segni della presenza umana, con torri, castelli e un'insenatura fluviale dove naviga una barchetta. Nel cielo terso, che schiarisce avvicinandosi all'orizzonte come all'alba, galleggiano alcune nubi e, sopra la Vergine, un coro di cherubini rossi che, con l'audacia non comune del colore e la meraviglia che suscita nell'osservatore, dà il titolo tradizionale dell'opera.
Madre e figlio sono avvolti, più ancora che dai gesti, dal dolce e partecipato sguardo di Maria verso il Bambino e viceversa, che varia la tradizionale distanza di sguardi delle opere precedenti. Estremamente dolci sono i volti e i gesti, con particolare virtuosismo nel disegno della mani di Maria. La luce forte esalta il ricco impasto cromatico e provoca le ombre del velo della Madonna, che danno una forte senso di volume, pur senza irrigidire i soggetti, grazie alla fluida stesura pittorica.
In primo piano si trova un parapetto lapideo dove un lembo del manto della Vergine si appoggia ad invadere questo confine con il mondo dello spettatore.